# Siargao
Siargao è un'isola delle Filippine (437 km²) situata nel mar delle Filippine, a 800 chilometri a sud est di Manila, nella provincia di Surigao del Norte; è separata dall'isola di Mindanao dallo stretto di Hinatuan.

## Geografia
Ha una superficie di 437 chilometri quadrati. La costa orientale è relativamente semplice con una profonda insenatura, Port Pilar.
La costa è caratterizzata da un susseguirsi di scogliere, piccoli punti e spiagge di sabbia bianca. Le isole vicine e isolotti hanno morfologie simili.
Le isole adiacenti sono:
- Appartenente al comune di General Luna: Anajauán, Daco, Mam-on, Antokon, La Januza e l'isolotto di Guyam.
- Appartenente a San Benito : San Juan, Cancangón, Dahikan e Litalit, a ovest.
- Appartenente al comune di Del Carmen: Kangbangio e Tona, ovest.
- Condivisa tra Del Carmen e San Benito: Poneas.

### Amministrazione
Comprende i comuni di Santa Mónica (precedentemente nota come Sapao), Burgos, San Benito, San Isidro, Pilar, Del Carmen, e parte di quelle di Dapa e General Luna. Le principali città sono Dapa e General Luna.

## Clima
Venti e le correnti del Pacifico, intensificato il suo percorso verso ovest attraversando Surigao, il mare di Mindanao e Bohol.

## Storia
È stata scoperta dal navigatore spagnolo Bernardo de la Torre nel 1543, a bordo della caracca San Juan de Letrán, nel viaggio di ritorno da Sarangani al Messico. Il primo nome che venne attribuito all'isola era Isla de las Palmas.

## Economia
Le risorse principali dell'isola sono l'agricoltura e la pesca. L'isola è meta degli appassionati di surf, tant'è che ogni anno si svolge la Siargao Cup per i professionisti della tavola.